# Le Pouliguen
Le Pouliguen é uma comuna francesa na região administrativa do País do Loire, no departamento de Loire-Atlantique. Estende-se por uma área de 4.39 km². Em 2010 a comuna tinha 4 241 habitantes (densidade: 966,1 hab./km²).